# The quick brown fox jumps over the lazy dog

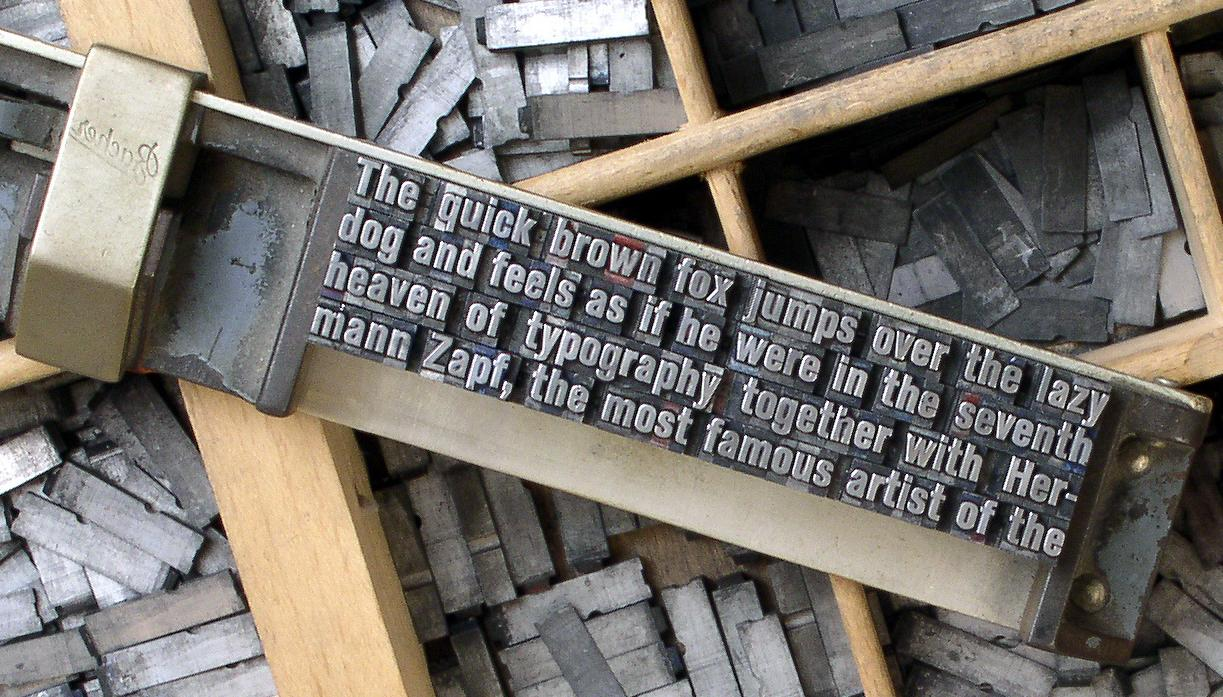
Composizione della frase in una matrice per la stampa a caratteri mobili

La frase inglese The quick brown fox jumps over the lazy dog (lett. "la rapida volpe bruna salta sul cane pigro") è un pangramma spesso impiegato per collaudare dispositivi di scrittura o per mostrare le forme di un particolare tipo di carattere.
In Scautismo per ragazzi di Robert Baden-Powell, nella traduzione di Mario Sica, il pangramma è stato reso con la frase «Ma la volpe col suo balzo ha raggiunto il quieto Fido».

## Storia
La frase venne coniata dal Michigan School Moderator, una rivista indirizzata agli insegnanti, con notizie e suggerimenti per le lezioni. In un articolo intitolato Interesting Notes, pubblicato il 14 marzo 1885, l'utilizzo della frase venne suggerito nei dettati e negli esercizi di calligrafia:

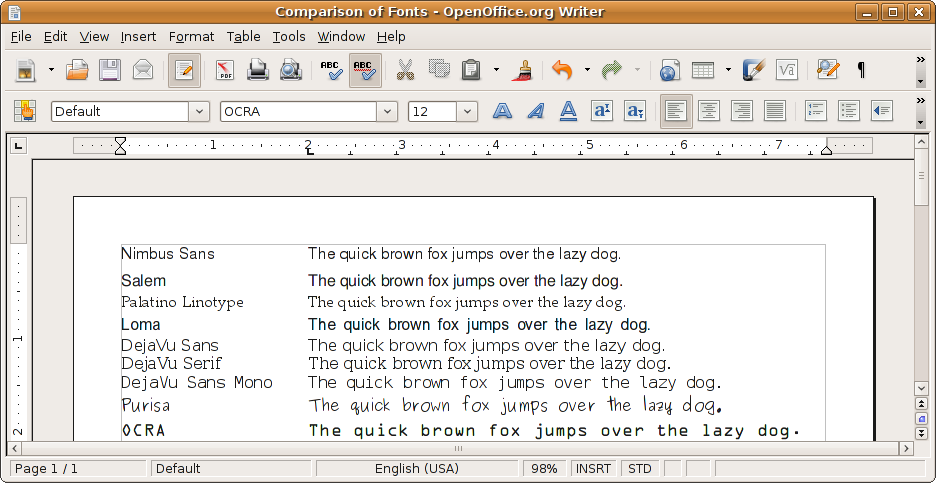
La frase nel software OpenOffice.org Writer.

Bisogna notare che in questo caso il pangramma inizia con 'A' al posto di 'The'. Altri cambiamenti sono stati apportati in seguito, fino ad arrivare alla versione odierna.
Nel XIX secolo, con il crescente utilizzo di macchine per scrivere, la frase inizia a comparire nei libri di dattilografia e stenografia, nei quali si consiglia la frase per esercitarsi. Alcuni esempi di libri che utilizzano questa frase sono: l'Illustrative Shorthand by Linda Bronson,, How to Become Expert in Typewriting: A Complete Instructor Designed Especially for the Remington Typewriter e Typewriting Instructor and Stenographer's Hand-book.
Durante il XX secolo la frase diventò molto nota tra il popolo angloamericano. Nel 10 gennaio 1903 Pitman's Phonetic Journal citò la stessa come:

## Usi della frase

### In tipografia

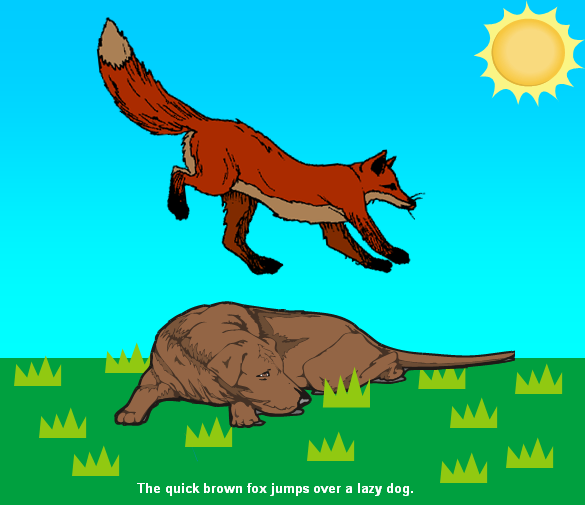
Vignetta che raffigura una volpe nell'atto di balzare al di sopra di un cane.

La frase è di uso comune in tipografia dai grafici per sperimentare un carattere tipografico oppure per collaudare le tastiere.

### In informatica
Quick Brown Fox è il nome di un programma di videoscrittura per il Commodore VIC-20 e il Commodore 64.
Le versioni in inglese di Microsoft Word precedenti al 2007 visualizzano il testo della frase se si scrive =rand() e poi si preme ↵ Invio. Nelle versioni inglesi di Microsoft Word 2007 e 2010 il messaggio è stato sostituito con istruzioni per l'utilizzo del programma.
Comunque, nelle versioni inglesi, è possibile usare =rand.old() per far sì che appaia la frase. In Microsoft Word per Macintosh, la procedura è la medesima delle versioni di Word precedenti il 2007.

### Nella cultura di massa

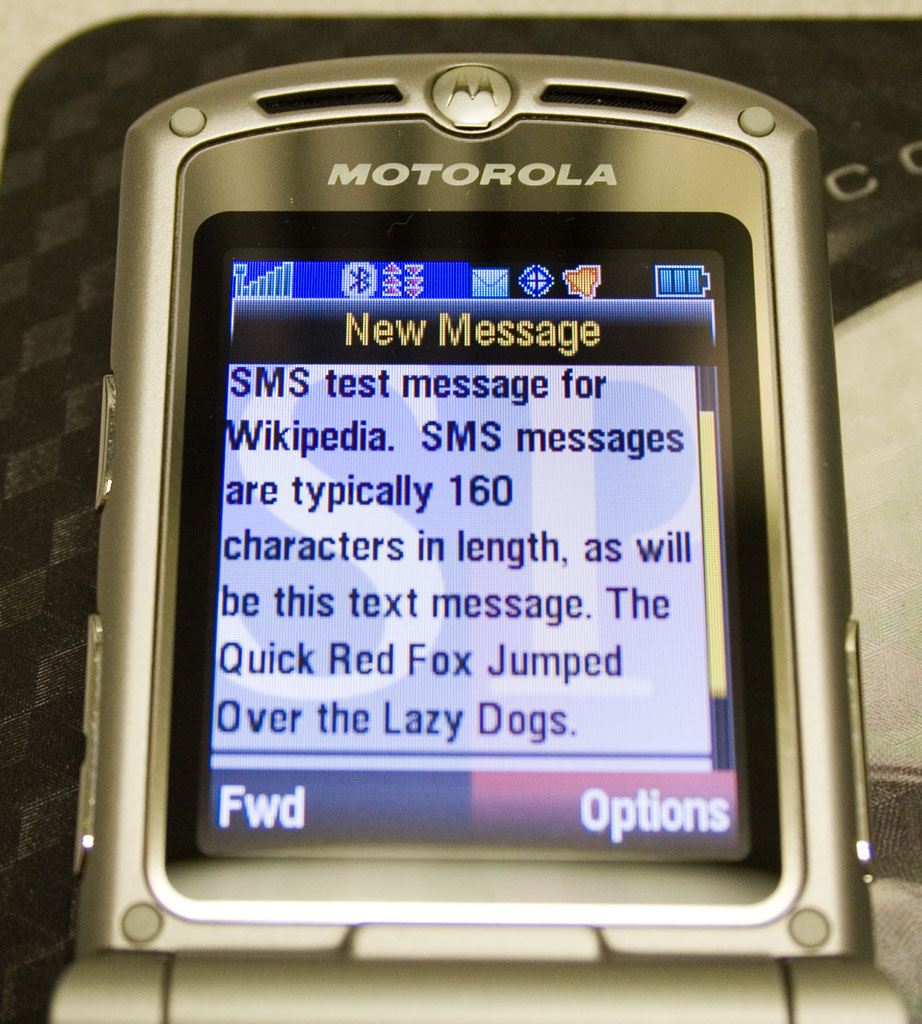
Variazione della frase in un SMS: The Quick Red Fox Jumped Over The Lazy Dogs

A causa della sua fama e della sua natura comica, molte opere illustrano una volpe che salta al di sopra di un cane. Dan Santat, noto scrittore per bambini e creatore della serie The Replacements - Agenzia sostituzioni, ha pubblicato sul suo blog un fumetto dove appare un erroneo «jumped» al posto di «jumps», con l'effetto di rimuovere la lettera S dalla frase. Altri esempi sono un'immagine somigliante a un clipart, immagini che sono anche giochi di parole e perfino un murale che raffigura una volpe che scavalca un cane con un balzo. È possibile trovare online anche un video dove si mostra effettivamente una volpe saltare al di sopra di un cane.
Altri riferimenti sono presenti nel film della Disney Red e Toby in cui, in una scena, la volpe Red corre veloce e supera con un balzo il cane Toby, sdraiato a riposare.
La frase subisce spesso variazione quando è usata in prodotti della cultura di massa. Nel gioco inglese di Magic: l'Adunanza è presente una carta il cui nome è Now I Know My ABC's che riporta la seguente frase:
(Magic: l'Adunanza)

### Videogiochi
Proprio per l'accessibilità pressoché universale del pangramma nel mondo anglofono, nel videogame FEZ esso viene usato come "Stele di Rosetta" per permettere al giocatore di tradurre l'alfabeto in uso nel mondo virtuale in cui si svolge l'avventura. Nel livello in questione, davanti alla stele è rappresentata la classica scena cui si riferisce il testo. I giocatori non anglofoni quindi, in questo caso, insolito sebbene non unico, incontrano uno svantaggio non indifferente nello svolgimento dell'avventura.
Nel videogioco di Hideo Kojima Metal Gear Solid: Peace Walker la frase viene ripetuta spesso dall'I.A. di The Boss mentre Snake si trova all'interno del Pod dopo la seconda battaglia contro il Peace Walker. Viene usata anche una frase di omonimo significato ma con parole differenti.
Nel capitolo spin-off della saga Fallout - Fallout: New Vegas - prodotto da Obsidian Entertainment, è presente una variazione della frase nella seguente forma: “the quick scribe jumped over the lazy paladin”. Questa può essere ritrovata in due momenti distinti: pronunciata da Christine (all’interno del dlc Dead Money) e come opzione di dialogo nei confronti della dottoressa  Dala (nel dlc Old World Blues).

### Nelle comunicazioni radio
La frase (fino agli anni novanta) veniva usata per sincronizzare e testare tutti i caratteri disponibili tra due o più telescriventi (in inglese R.T.T.Y. acronimo per Radio Tele TYpe) nelle fasi preliminari di attesa di comunicazioni vere e proprie (per esempio radioamatori, militari, agenzie stampa, ambasciate). Le onde corte, infatti, sono soggette a interferenze e sfasamenti che creano errori nella ricezione di questo segnale digitale.
La corretta ricezione di questo preambolo assicurava che per un certo lasso di tempo il ricevente e trasmittente erano perfettamente allineati tra loro e quindi pronti a scambiarsi i veri e propri messaggi da stampare.

## Il pangramma nel mondo

### Italia

Come già accennato, la frase è di uso molto frequente per collaudare i caratteri (qui il font Johnston, utilizzato nella metropolitana di Londra).

In italiano si utilizza spesso un pangramma alternativo, «Pranzo d'acqua fa volti sghembi». Fra gli scout italiani, invece, è diffusa la frase «Ma la volpe col suo balzo ha raggiunto il quieto Fido» per verificare la conoscenza del codice Morse o dell'alfabeto semaforico.
Nella traduzione italiana del libro Scautismo per ragazzi, effettuata da Mario Sica, la frase accompagna la figura di una volpe mentre scavalca un cane con un balzo, che, nell'edizione inglese, illustra l'analoga frase anglosassone.

### Germania
In Germania è molto diffuso il pangramma «Zwölf Boxkämpfer jagen Victor quer über den großen Sylter Deich» (in italiano dodici pugili inseguono Viktor lungo la grande diga di Sylt), che comprende (oltre alle ventisei lettere) anche tutte le vocali con l'umlaut e la ß. Una variante della frase precedente è «Victor jagt zwölf Boxkämpfer quer über den Sylter Deich», però più semplice e non contenente la ß.
C'è invece un altro pangramma tedesco che non presenta nessun segno diacritico o lettera supplementare, «Franz jagt im komplett verwahrlosten Taxi quer durch Bayern» (Franz guida un taxi totalmente fatiscente attraversando la Baviera).

### Francia
Il pangramma francese più famoso è «Voyez le brick géant que j'examine près du wharf» (Osserva il brigantino gigante da me esaminato nei pressi del molo), che presenta anche numerose varianti.
Un altro pangramma molto diffuso in Francia è «Portez ce vieux whisky au juge blond qui fume» (Porta questo whisky vecchio a quel giudice biondo che fuma).

### Russia
In Russia è molto diffuso il pangramma «Съешь ещё этих мягких французских булок, да выпей чаю» (Mangia più di questi panini morbidi francesi e bevi una tazza di tè), molto utilizzato anche se non contiene il grafema russo ж.
Esiste invece una variante del pangramma precedente che contiene anche la lettera ж, «Съешь ещё этих мягких французских булок, да выпей же чаю» (Mangia un po' di più di questi panini morbidi francesi, ma bevi anche una tazza di tè).